# Dänikon
Dänikon é uma comuna da Suíça, situada no distrito de Dielsdorf, no cantão de Zurique. Tem 2,77 km² de área e sua população em 2018 foi estimada em 1.874 habitantes.